# Jean Dewasne

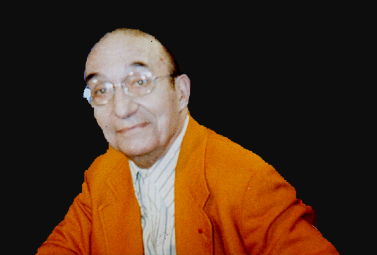
Jean Dewasne (1995)

Jean Dewasne (* 21. Mai 1921 in Lille; † 23. Juli 1999 in Paris) war ein französischer Maler, Bildhauer und Autor. Seine Werke werden dem abstrakten Konstruktivismus zugerechnet.

## Leben und Wirken
Jean Dewasne spielte im Alter von sechs Jahren Geige. Als sein Interesse an der Musik nachließ, begann er mit Bildhauerarbeiten aus Gips und malte ab etwa 1939 in pointillistischem Stil. An der École nationale supérieure des beaux-arts de Paris belegte er für zwei Jahre Kurse in Architektur und arbeitete als Lehrer für Perspektive und als Wissenschaftsjournalist.
Ab etwa 1943 begann er mit der abstrakte Malerei. Er gehörte mit Hans Hartung, Nicolas de Staël und Serge Poliakoff zu einer Gruppe von Künstlern um die Galeristin Denise René, in deren Galerie er von 1945 bis 1956 zusammen mit Sonia Delaunay, Hans Arp, Antoine Pevsner und anderen ausstellte.
1946 gehörte er zu den Mitbegründern des Salon des Réalités Nouvelles in Paris. Im selben Jahr wurden er und Jean-Jacques Deyrolle als erste Preisträger mit dem Prix Kandinsky ausgezeichnet. 1949 trat er aus dem Salon des Réalités Nouvelles aus, da er mit der ästhetischen Orientierung nicht einverstanden war. Mit Edgard Pillet (1912–1996) gründete er 1950 das „Atelier de l’Art Abstrait“, das zu einem Treffpunkt für junge Künstler aus der internationalen Kunstszene wurde.
1952 und 1968 wurden Werke von ihm auf der Biennale in Venedig ausgestellt. 1975 wurden nach seinen Entwürfen Wände der U-Bahn-Station Hauptbahnhof in Hannover gestaltet.
1991 wurde er zum Mitglied der Académie des Beaux-Arts und 1997 zum Mitglied (Élu associé) der Académie royale des Sciences, des Lettres et des Beaux-Arts de Belgique gewählt.

## Auszeichnungen
- 1946: Prix Kandinsky
- 1991: Mitglied der Académie des Beaux-Arts
- 1997: Mitglied (Élu associé) der Académie royale des Sciences, des Lettres et des Beaux-Arts de Belgique

## Schriften
- Les forces plastiques. Au Crayon Qui tue Ed., Paris 1993.
- „Je suis le point de fuite.“ La bataille de San Romano vue par un des lapins. Au Crayon Qui tue Ed., Paris 1999.